# Sociologue
 (février 2022).
Un ou une sociologue est une personne qui étudie les faits et les groupes sociaux en produisant un discours ou un écrit respectant une méthode scientifique. Les résultats produits par les sociologues sont publiés et discutés par leurs pairs.
En France, la plupart des sociologues sont des enseignants-chercheurs dans des universités ou exercent dans des organismes de recherche. D'autres exercent dans l'enseignement secondaire, travaillent dans des ministères ou des établissements publics tels que l'INSEE, l'ARACT ou l'ADEME, ou encore dans des structures privées (instituts de sondages, cabinets d'expertise, etc.).

## L'émergence d'un métier de sociologue
La plupart des personnes fondatrices de la sociologie, comme Émile Durkheim, Georg Simmel ou Max Weber ont à l'origine une formation de philosophie. Leurs travaux ont permis de faire émerger une discipline nouvelle, à des vitesses différentes selon les pays. Ainsi, les sociologues sont longtemps restés sous la tutelle d'autres disciplines, à l'instar d'Émile Durkheim qui a longtemps occupé la chaire de science de l'éducation de la Sorbonne avant qu'elle ne prenne le titre de « chaire de sociologie de la Sorbonne ».
En France, ce n'est qu'en 1958 qu'un diplôme de licence et de doctorat de sociologie sont créées. Ainsi, avant de soutenir une thèse de sociologie, certaines des figures de la sociologie française du XXe siècle ont été formés à d'autres disciplines. Par exemple, Pierre Bourdieu, Simone de Beauvoir et Raymond Boudon sont agrégés de philosophie, tandis qu'Alain Tourraine est agrégé d'histoire. Harriet Martineau et Charlotte Perkins Gilman sont souvent présentées comme des pionnières de la sociologie. Les travaux de Martineau se situent à l'intersection entre sociologie, histoire, philosophie et économie,. Elle est sans doute la première sociologue, ayant traduit des ouvrages d'Auguste Comte, et publié des ouvrages de méthodologie ainsi que des études les femmes.
Les personnes exerçant le métier de sociologue appartiennent au champ de la recherche et des sciences sociales, car elles doivent doit mener des enquêtes qualitatives ou quantitatives auprès de tel groupe ou telle population, avant d'étudier, analyser, et bien entendu interpréter leurs observations ou leurs résultats.

## Méthodes
Les sociologues travaillent de différentes manières, qu'il est possible de diviser en deux grands ordres :
- Les méthodes quantitatives : consistant en l'analyse de données statistiques, recueillies par le biais de l'administration de questionnaires ou à travers celles agrégées par les instituts de statistique publique, à l'instar de l'Insee. Ces données seront ensuite travaillées au moyen d'outils statistiques divers (tris croisés, régression linéaire, échantillonnage, etc.).
- Les méthodes qualitatives : il s'agit des techniques d'enquête fondées sur la pratique sociale des individus, retracée à l'aide d'observations, participantes ou non, d'entretiens ethnographiques, voire d'immersion plus ou moins longue au sein de l'espace social étudié[7]. Les données ainsi recueillies seront ainsi analysées au moyen d'une théorie du monde social, c'est-à-dire une grille de lecture théorique de la vie en collectivité.

De manière plus générale, à la fois en héritage et en rupture de la philosophie, les sociologues se donnent des concepts pour l'analyse du social. Toutefois, si l'activité conceptuelle en philosophie vise à la schématisation du réel, les sociologue utilisent les concepts pour le découper. Ainsi, les notions d'habitus, de champ ou solidarité ne sont pas élevées au rang de choses pratiques mais servent à l'appréhension des faits sociaux.